# Samuel Elisée von Bridel-Brideri
Samuel Elisée von Bridel-Brideri (Crassier, 28 novembre 1761 – Gotha, 7 gennaio 1828) è stato un botanico svizzero.

## Biografia
Nato nel comune di Crassier, nel cantone di Vaud, Samuel Elisée von Bridel-Brideri studiò all'Università di Losanna. A 19 anni si spostò a Gotha, dove divenne precettore dei duchi Augusto e Federico di Sassonia-Gotha-Altenburg, con i quali ebbe  l'opportunità di effettuare numerosi viaggi.
Studioso di botanica, tra il 1797 e il 1819 scrisse la Muscologia recentorium, opera in sette volumi, nella quale pose in essere una nuova classificazione dei muschi. Tra il 1826 e il 1827 pubblicò la Bryologia Universa, nella quale fissò i suoi studi nel campo della briologia. La maggior parte del suo erbario fu acquistata dal Museo Botanico di Berlino, e fuggì fortunatamente alla distruzione provocata dai raid aerei sulla città del marzo 1943.